# Trachyspora keniensis
Trachyspora keniensis är en svampart som beskrevs av Gjaerum & Cummins 1982. Trachyspora keniensis ingår i släktet Trachyspora och familjen Phragmidiaceae.   Inga underarter finns listade i Catalogue of Life.